# Annemarie Witthuhn
Annemarie Witthuhn (* 6. April 1935 in Frankfurt am Main) ist eine deutsche Politikerin (SPD) und sie war Mitglied der Bremischen Bürgerschaft. 

## Biografie
Witthuhn wurde Mitglied der SPD und war  im Ortsverein Bremen - Vahr aktiv.
Sie war von 1991 bis 1995 Mitglied der 13. Bremischen Bürgerschaft und dort Mitglied verschiedener Deputationen.